# Gems (Patti LaBelle)
Gems è il dodicesimo album da solista della cantante statunitense Patti LaBelle, pubblicato nel giugno del 1994 su etichetta MCA Records. L'album è degno di nota per il successo pop internazionale, scritto con Ann Nesby The Right Kinda Lover, il quale ha apportato a Patti LaBelle nuove schiere di fans, grazie alla produzione di Jimmy Jam and Terry Lewis e ad un video sgargiante che vede la cantante nelle vesti di una seduttrice alla ricerca del suo "right mate", il compagno ideale.
Nel video, LaBelle si sbarazza dei pretendenti, qualora tentino un approccio sbagliato, pigiando il bottone di una speciale macchina. 
L'album contiene inoltre una versione in stile Hip hop del successo del 1983 di El DeBarge All This Love, prodotto da Teddy Riley. L'album ha raggiunto il numero 48 della classifica Billboard Top 200 ed ha ottenuto il disco d'oro per aver superato la soglia delle 500 000 copie vendute.

## Tracce
1. I'm in Love (LaBelle, McKinney, Rich, White) 4:16
2. All This Love (El DeBarge) 5:01
3. The Right Kinda Lover (Ann Nesby, Harris, Lewis, Wright) 4:52
4. This Word Is All (Duboc, LaBelle, McKinney, Wright) 4:40
5. Too Good to Be Through (Harris, Lewis, Wright) 4:19
6. I Never Stopped Loving You (Brown, McKinney, Moore) 5:00
7. Stay in My Corner (Flemons, Gold, Miller, Strong) 5:21
8. If I Didn't Have You (Curry, Bunny Sigler) 4:58
9. I Can't Tell My Heart What to Do (McKinney, Shockley, Smith) 4:47
10. Time Will Tell (McKinney, Moore, Willis) 4:59
11. Our World (Ellison, LaBelle, McKinney, Willie) 5:00
12. Come As You Are (DalBello, McKinney) 4:17